# Marion Sunshine
Marion Sunshine, nata Mary Tunstal Ijames (Louisville, 15 maggio 1894 – New York, 25 gennaio 1963), è stata un'attrice e cantante statunitense di vaudeville e di cinema. Fu anche paroliere e compositrice.

## Biografia
Insieme alla sorella Florence Tempest, Marion formò un duo - le Sunshine and Tempest - che si affermò sui palcoscenici del vaudeville, arrivando nel 1907 ad esibirsi nelle spettacolari riviste di Florenz Ziegfeld.
Nel 1908, debuttò sullo schermo per la Biograph, una delle case di produzioni più importanti di quegli anni, dove venne diretta da David W. Griffith. Dopo otto film in cui ricopriva ruoli minori, nel 1910 le venne affidata la parte della protagonista in Sunshine Sue. Si trovò a recitare a fianco di attrici come Mary Pickford, Blanche Sweet, Mabel Normand.
Nella sua carriera di attrice cinematografica, che durò fino al 1916, Marion Sunshine girò ventisei pellicole. In una di queste, Sunshine and Tempest, prodotta nel 1915 dalla Gaumont Company, apparve per l'unica volta sullo schermo insieme alla sorella Florence.
Proseguì a recitare in teatro, cantando e ballando. Fu anche compositrice e paroliera. A lei si devono la versione in inglese di alcuni brani di musica cubana, tra i quali va ricordato il popolarissimo El Manisero che, in inglese, prese il titolo The Peanut Vendor. Insieme al marito Eusebio e al cognato Don Azpiazú, Marion Sunshine prese parte come cantante a un tour della band cubana di Azpiazú che introdusse sul suolo nordamericano i ritmi dell'isola caraibica diffondendone per la prima volta la musica negli Stati Uniti.

## Vita privata
Marion si sposò il 5 dicembre 1930 con il musicista cubano Eusebio Santiago Azpiazu.
Morì a New York il 25 gennaio 1963 all'età di 68 anni.

## Riconoscimenti
- Young Hollywood Hall of Fame (1908-1919)

## Filmografia
La filmografia - basata su IMDb - è completa.
- The Tavern Keeper's Daughter, regia di David W. Griffith – cortometraggio (1908)
- The Red Girl, regia di David W. Griffith – cortometraggio (1908)
- Mr. Jones at the Ball, regia di David W. Griffith – cortometraggio (1908)
- Her First Biscuits, regia di David W. Griffith – cortometraggio (1909)
- The Slave, regia di David W. Griffith – cortometraggio (1909)
- In Little Italy, regia di David W. Griffith – cortometraggio (1909)
- In the Season of Buds, regia di David W. Griffith – cortometraggio (1910)
- The Passing of a Grouch, regia di Frank Powell – cortometraggio (1910)
- Sunshine Sue, regia di David W. Griffith – cortometraggio (1910)
- The Italian Barber, regia di David W. Griffith – cortometraggio (1911)
- Help Wanted, regia di Frank Powell – cortometraggio (1911)
- His Trust Fulfilled, regia di David W. Griffith – cortometraggio (1911)
- Fate's Turning, regia di David W. Griffith – cortometraggio (1911)
- The Poor Sick Men, regia di David W. Griffith e di Frank Powell – cortometraggio (1911)
- Three Sisters, regia di David W. Griffith – cortometraggio (1911)
- A Decree of Destiny, regia di David W. Griffith – cortometraggio (1911)
- Out from the Shadow, regia di David W. Griffith – cortometraggio (1911)
- The Rose of Kentucky, regia di David W. Griffith – cortometraggio (1911)
- The Stuff Heroes Are Made Of, regia di David W. Griffith – cortometraggio (1911)
- Dan the Dandy, regia di David W. Griffith – cortometraggio (1911)
- The Revenue Man and the Girl, regia di David W. Griffith – cortometraggio (1911)
- Her Awakening, regia di D.W. Griffith – cortometraggio (1911)
- Heredity, regia di David W. Griffith – cortometraggio (1912)
- Liberty Belles, regia di Del Henderson – cortometraggio (1914)
- Sunshine and Tempest, regia di William F. Haddock – cortometraggio (1915)
- The Wonderful Wager, regia di René Plaissetty – cortometraggio (1916)

## Spettacoli
- Ziegfeld Follies of 1907 (Broadway, 8 luglio 1907)
- La Belle Paree / Bow-Sing / Tortajada
- La Belle Paree (Broadway, 20 marzo 1911)
- (From) Broadway to Paris
- When Claudia Smiles
- The Beauty Shop
- Stop! Look! Listen! (Broadway, 25 dicembre 1915)
- Going Up
- Nothing But Love
- The Girl from Home
- Tip Top
- The Blue Kitten
- Daffy Dill
- Captain Jinks